# جيمس هانراهان
جيمس هانراهان (بالإنجليزية: James Hanrahan)‏ هو مدرب كرة سلة أمريكي، ولد في 14 سبتمبر 1923 في واتربوري في الولايات المتحدة، وتوفي في 31 مايو 2006 في مونتفيل في الولايات المتحدة.